# Paul Lohmann (Politiker)
Paul Lohmann (* 20. Oktober 1902 in Minden, Westfalen; † 27. Oktober 1953) war ein deutscher Politiker der SPD.

## Leben und Beruf
Nach der Volksschule und Tätigkeiten als Hilfsarbeiter besuchte Lohmann 1926 bis 1928 das sozialpolitische Seminar der Deutschen Hochschule für Politik in Berlin. Nach Abschluss des Studiums mit dem Erzieherexamen arbeitete er in verschiedenen städtischen Kinderheimen und schließlich in der Wohlfahrtsstelle der Stadt Neumünster. 1933 wurde er aus politischen Gründen zu drei Jahren Zuchthaus wegen Verstoßes gegen das SPD-Verbot verurteilt. Nach seiner Freilassung machte er eine Dachdeckerlehre und arbeitete als Dachdeckergeselle. 1939 wurde er erneut verhaftet und im KZ Sachsenhausen inhaftiert. Im Februar 1943 erfolgte die Freilassung zum Zwecke des Kriegsdienstes. Er geriet 1944 in amerikanische Gefangenschaft, die er zum größten Teil in Fort Devens/Massachusetts, einem Kriegsgefangenenlager für deutsche und österreichische Gegner des Nationalsozialismus verbrachte, hier fungierte er zwischen Februar und September 1945 als verantwortlicher Redakteur der antifaschistischen Kriegsgefangenenzeitung PW. Nach der Entlassung aus der Kriegsgefangenschaft Anfang 1946 kehrte er nach Neumünster zurück. Lohmann nahm sich 1953 das Leben.
Lohmann, der konfessionslos war, war verheiratet und hatte ein Kind.

## Partei
Lohmann war bereits in der Weimarer Republik aktives SPD-Mitglied. In der Endphase der Weimarer Republik schloss Lohmann sich der Sozialistischen Arbeiterpartei Deutschlands an, nach der Rückkehr nach Deutschland 1946 trat er wieder der SPD bei. Danker und Lehmann-Himmel charakterisieren ihn in ihrer Studie über das Verhalten und die Einstellungen der Schleswig-Holsteinischen Landtagsabgeordneten und Regierungsmitglieder der Nachkriegszeit in der NS-Zeit als Widerstandleistenden und als „oppositionell-gemeinschaftsfremd“.

## Abgeordneter
Lohmann war von 1947 bis zu seinem Tode Landtagsabgeordneter in Schleswig-Holstein. Er vertrat den Wahlkreis Neumünster im Parlament und war von 1950 bis zu seinem Tode Schriftführer des Landtages. Von Mai 1950 bis Juli 1952 war er zusätzlich Stadtpräsident von Neumünster.